# تروپوسفر

نمودار لایه‌های جو زمین

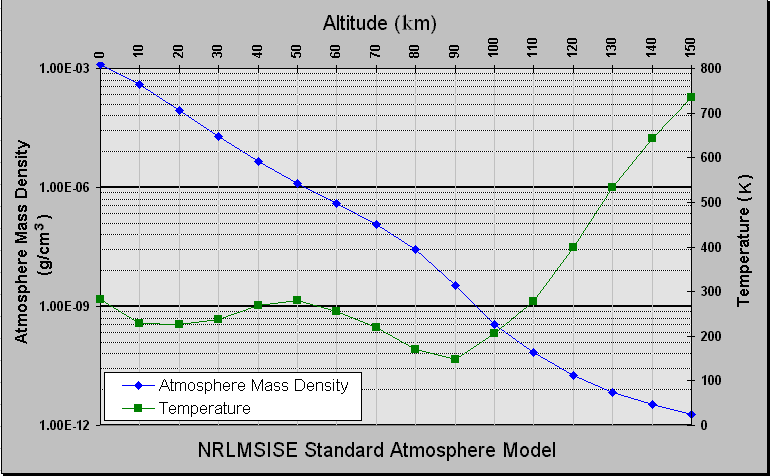
دما و چگالی تروپوسفر

وَردسپهر یا تروپوسفر (به انگلیسی: Troposphere) پایین‌ترین لایه اتمسفر زمین است که در ارتفاع ۲۰کیلومتری زمین می‌باشد. این لایه ۷۵ درصد کل جرم اتمسفر و تقریباً تمام بخار آب و ذرات معلق درون هواسپهر را در خود جای داده‌است.
میانگین ارتفاع وردسپهر از سطح زمین ۱۷ کیلومتر است. این بلندا در نواحی استوایی و نزدیک به استوا به ۱۷ تا ۲۰ کیلومتر هم می‌رسد.
در نزدیکی قطب در تابستان به ۷ کیلومتر کاهش می‌یابد.
تروپوسفر از کلمه یونانی tropos یا تروپوس به معنی ترکیب کردن گرفته شده‌است و بازتابگر این واقعیت است که ترکیب توربولانت نقش مهمی در ساختار و وضع تروپوسفر دارد. بیشتر پدیده‌هایی که ما به هوای روزمره پیوند می‌دهیم، در تروپوسفر روی می‌دهند.
وردسپهر همواره دارای مقدار بسیاری بخار آب است. مقدار این آب به اندازه‌ای است که می‌تواند تمام سطح زمین را با لایه‌ای از آب به ضخامت ۲٫۵ سانتی‌متر بپوشاند. این میزان آب همواره به صورت بارش به سطح زمین آمده و از نو در اثر تبخیر وارد هوا می‌شوند. زمان این گردش به‌طور میانگین ۹ روز است.
پایین‌ترین بخش تروپوسفر که در آن اصطکاک با سطح زمین در جریان هوا تأثیر می‌گذارد، لایهٔ مرزی سیاره‌ای است و بیشتر ابرها دراین لایه جمع میشوندو باران در این لایه اتفاق میوفتد. ضخامت این لایه بسته به شکل زمین در آن ناحیه و زمان روز معمولاً بین چند صد متر تا ۲ کیلومتر می‌باشد.
بالاترین بخش تروپوسفر یا در حقیقت همان مرز بین تروپوسفر و استراتوسفر که اصطلاحاً تروپوپاز نامیده می‌شود، جاییست که در آن کاهش دمای اتمسفر متوقف شده و از آن نقطه به بالا شاهد افزایش دمای اتمسفر خواهیم بود.